# Holland (Arkansas)
Holland è una città degli Stati Uniti d'America situata nello Stato dell'Arkansas, nella Contea di Faulkner.